# Banswara (Staat)
Banswara (Hindi: बांसवाड़ा, Bāṃsavāṛā) war ein Fürstenstaat der Rajputen im heutigen Rajasthan (Britisch-Indien), benannt nach der gleichnamigen Hauptstadt. Der Fürstenstaat wurde 1527 von Kunwar Jagmal Das, einem der jüngeren Söhne des Rawal Udai Singh I. von Dungarpur aus der Dynastie der Sisodia gegründet. Prithvi Singh (1747–1786) nahm den Titel Maharawal, Prithvi Singh Bahadur (1914–1944) den Titel Sri Raj-i-Rajan Maharawal an. Während der Marathenkriege suchte Banswara den Schutz der Briten und war 1818–1947 britisches Protektorat.
Banswara hatte 1941 eine Fläche von 4141 km² und 260.000 Einwohner. Am 25. März 1948 erfolgte der Beitritt zur Union von Rajasthan, am 7. September 1949 der Anschluss an Indien, am 1. November 1956 wurde der Fürstenstaat aufgelöst.